# Будинок на вулиці Краківській, 4 (Львів)
49°50′33″ пн. ш. 24°1′49″ сх. д. / 49.84250° пн. ш. 24.03028° сх. д.
Будинок на вулиці Краківській, 4 — житловий будинок XVII століття, пам'ятка архітектури національного значення (охоронний № 355). Розташований в історичному центрі Львова, на вулиці Краківській. Є одним із найкращих зразків класицизму в житловій забудові Львова.

## Історія
На місці сучасного будинку № 4 щонайменше з XVII століття стояла кам'яниця, відома під різними назвами, в залежності від прізвищ власників. Так, у 1630—1667 роках ця кам'яниця мала назву Голубковичовська, у 1669—1672 роках — Озгевичівська, у 1673—1683 роках — кам'яниця Аморетті. На початку XIX століття будівлю фундаментально перебудували у популярному тоді стилі класицизму.
За адресними книгами, будинком (конс.№151) у 1871 році володів Лука Стращак (Straszak Lukasz), у 1889 році — Юлія Мокшицька (Mokrzycka Julia i dzieci), у 1916 році — Хаїм Штадлер, у 1935 році — Хаїм і Сара Штадлери  (Stadler Chaim i Sara).
У період Польської Республіки у будинку № 4 розташовувалися ювелірний магазин Вепса, крамниця дамського одягу «Пані», крамниця взуття Гіршгорна і майстерня біжутерії Шапса. У 1950-х роках у будинку містився ремонт взуття.
У XXI столітті використовується як житловий будинок.

## Опис

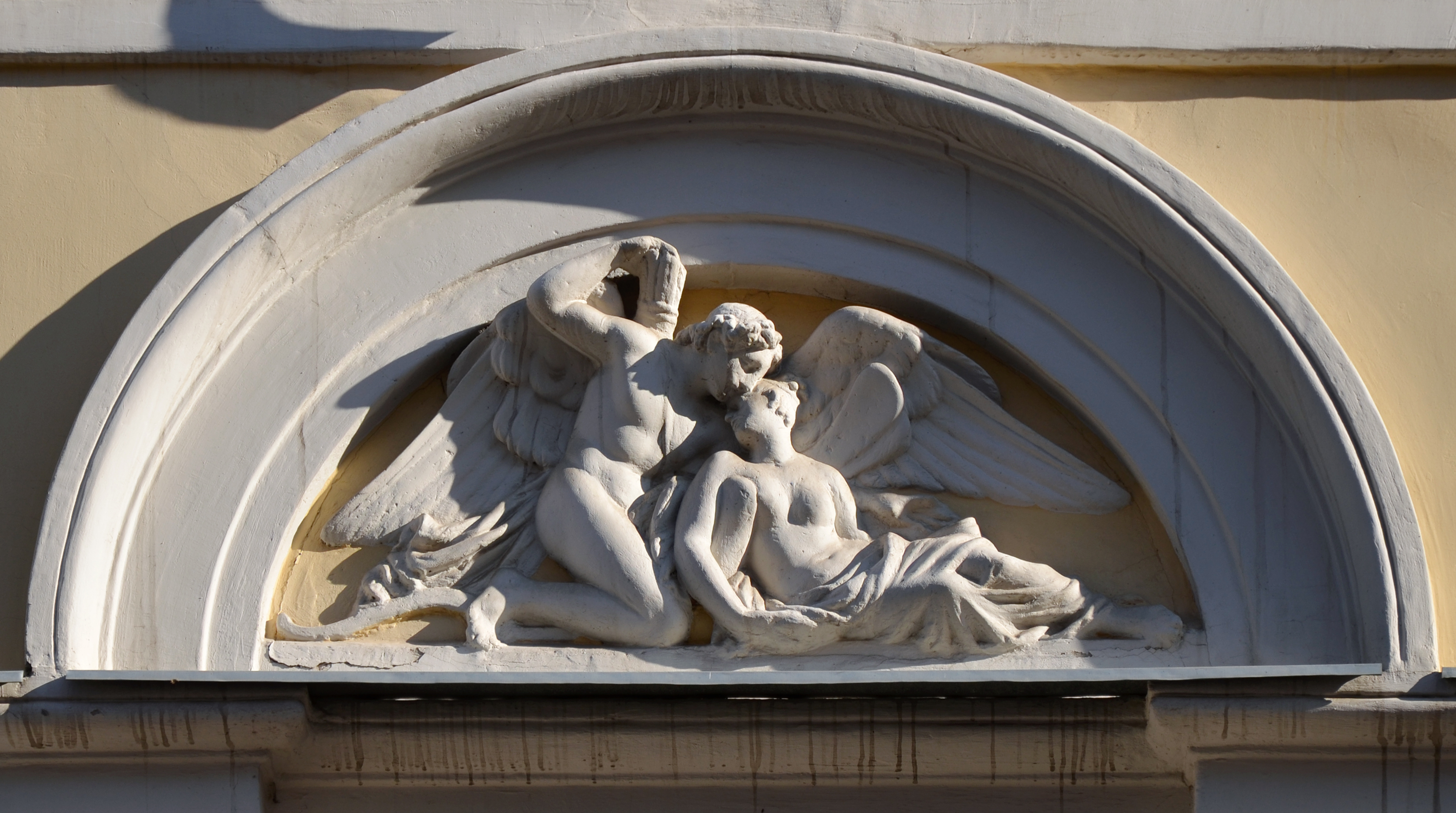
«Амур і Психея»

Будинок цегляний, прямокутний у плані, триповерховий, тинькований. Фасад широкий, симетричний, у центральній частині підкреслений балконом і ризалітом із іонічними пілястрами. Карниз – профільований, із трикутним фронтоном по центру. На першому поверсі фасадної стіни розміщені чотири портали з арковими завершеннями, вікна оформлені профільованими обрамленнями, на другому поверсі увінчані додатково напівкруглими сандриками.
Класичний фасад додатково підкреслений розміщеним над балконним вікном барельєфом «Амур і Психея» роботи скульптора Пауля Ойтеле.